# Areyonga eremica
Areyonga eremica là một loài tò vò trong họ Ichneumonidae.